# Geoff Walker
Geoff Walker (Beaverlodge, 28 novembre 1985) è un giocatore di curling canadese.

## Carriera
Nel 2022 ha vinto la medaglia di bronzo nel torneo maschile ai Giochi olimpici di Pechino, insieme ai compagni di squadra Brad Gushue, Mark Nichols, Brett Gallant e Marc Kennedy. Nel 2017 si era invece laureato campione del mondo nella rassegna iridata di Edmonton.

## Palmarès

### Olimpiadi
- Bronzo a Pechino 2022;

### Mondiali
- Oro a Edmonton 2017;
- Argento a Las Vegas 2018;
- Argento a Las Vegas 2022;
- Argento a Ottawa 2023;
- Argento a Basilea 2024;

### Mondiali junior
- Oro a Jeonju 2006;
- Oro a Eveleth 2007.